# 忠南線
忠南線（：／ Chungnam seon */?）是位于韩国的一条已废弃的铁路，這條鐵路自忠清南道的論山市至扶余郡，原計劃路線長度64km，實際僅修建了24km，已於1968年廢止。

## 路线资料
- 路线距离：24.0km
- 轨间距离：1435mm
- 车站数：4
- 复线区间：
- 电化区间：

## 历史
- 1966年11月21日：开工。
- 1968年：停工，廢線。

## 沿途車站
- 논산(論山)
- 정지(定止)
- 석성(石城)
- 능산(陵山)
- 부여(扶餘)